# Balkh
Balkh (persa: بلخ, Balḫ) és una ciutat de l'Afganistan a la província de Balkh, a uns 20 km de la capital provincial Mazar-e Sharif (o Mazar-i Sharif) i 74 km al sud de l'Amudarià. Està a la vora del riu sec anomenat Balkh. El seu clima és calorós i amb molta pols l'estiu, i humit a l'hivern quan el terreny esdevé una mena de maresma, provocant brots de malària.

## Història antiga

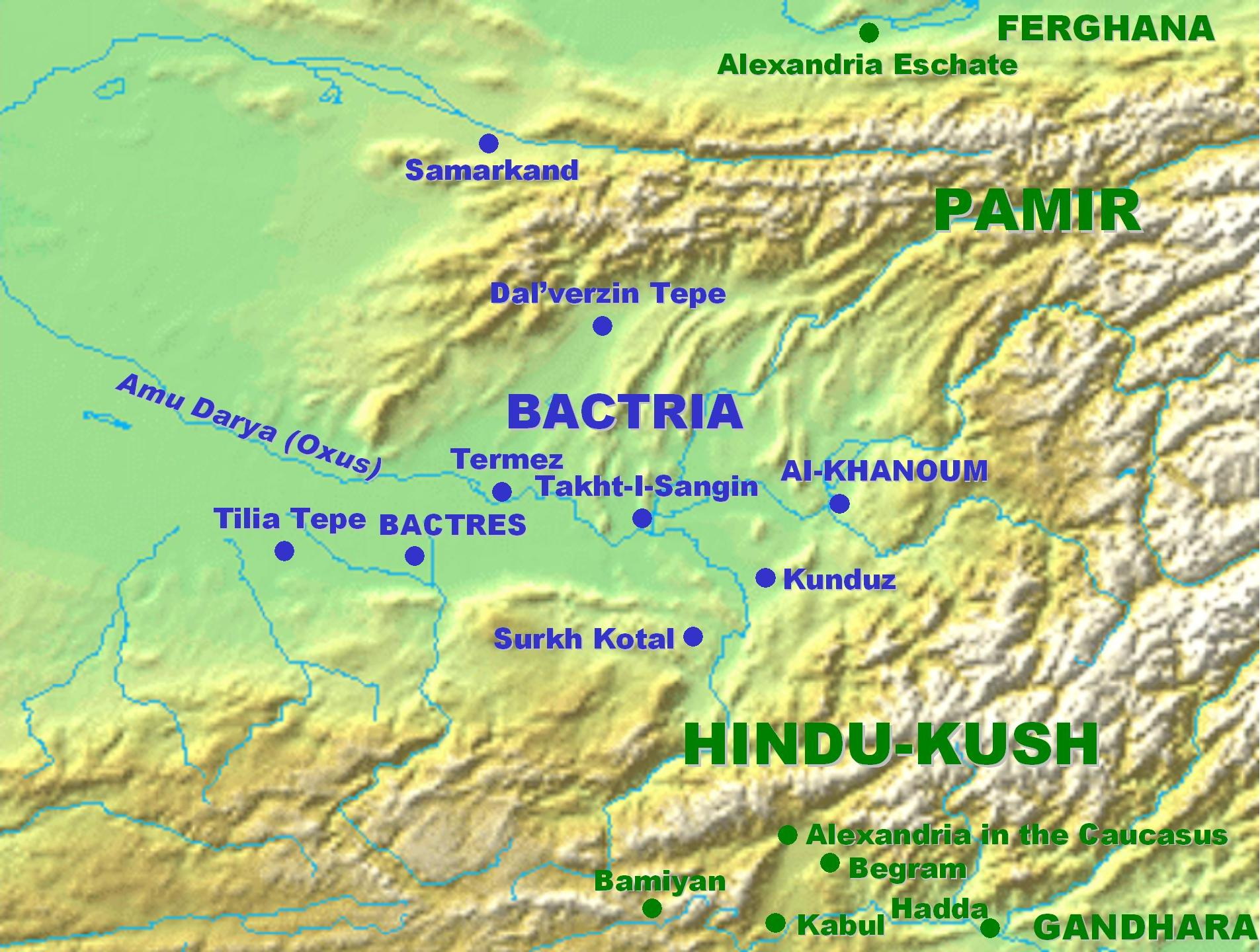
Mapa en què es pot veure Bactres, la capital de Bactriana

Fou coneguda en l'antiguitat com a Bactra, Bactres o Bactris i fou la capital de Bactriana. S'hi van instal·lar les tribus indoàries en la seva emigració des del nord de l'Amudarià entre 2000 i 1500 aC. Llavors la regió era fèrtil, però modernament s'ha desertitzat. Després dels aquemènides, van venir els macedonis, i després el Regne grec de Bactriana, els heftalites i els kushana. Fou un centre budista i zoroastrià.
Situada a la riba del riu homònim, fou una ciutat important que formava part de la ruta de la Seda fins que fou destruïda pels mongols. És l'actual Balkh, al nord de l'Afganistan, amb aproximadament 10.000 habitants. Segons les tradicions, era la ciutat més vella del món i on nasqué Zaratustra (que hi va morir i fou suposadament enterrat allí) i on hi havia hagut nombrosos temples del foc. Fou la residència dels primers aquemènides; fou conquerida per Alexandre i, sota els macedonis, s'hi van construir muralles; esdevingué la capital del regne hel·lenístic de Bactriana i, després, del principat heftalita de Tukharistan. Fou un centre budista amb el cèlebre claustre de Nawbahar o Nava Vihara, amb una gran estàtua de Buda; el temple estava dirigit per sacerdots de Caixmir, anomenats pramukh (que els àrabs van convertir en Barmak), però poc abans de la conquesta musulmana el temple va passar als zoroastrians. Barmak tenia, probablement, control polític sobre la ciutat. Al segle vii, fou visitada pel xinès Xuanzang, que diu que hi havia, a la mateix ciutat o rodalia, un centenar de temples budistes amb 3.000 devots, i molts més stupa i altres monuments religiosos, entre els quals el Nawbahar o Nava Vihara.
La ciutat fou capital de la satrapia de Bactriana sota l'imperi persa i sota l'imperi selèucida. Plini el Vell i Estrabó la consideren la mateixa ciutat que Zariaspa, però Arrià diferencia les dues ciutats. Segons Plini, el seu nom deriva del riu a la riba del qual estava situada, però Curtius diu que era al mig d'una plana al peu de les muntanyes Paropamísades i sense cap riu. Tolomeu confirma que era a la riba d'un riu, però no en dona el nom. Alexandre el Gran hi va passar l'hivern del 328 aC al 327 aC, a la seva tornada de Sogdiana, i des allí va començar la primavera següent la seva invasió del Panjab. Vers el 255 aC, el sàtrapa grec Diodot es va fer independent i va originar el Regne indogrec de Bactriana. Els àrabs hi van arribar a la meitat del segle vii. A finals d'aquest segle, va quedar destruïda per les lluites que s'hi van produir i després ja és esmentada com a Balkh.

## Balkh, musulmana fins a l'actualitat
Isdigerdes III de Pèrsia va fugir cap a Bactriana després de la derrota davant els àrabs a Nihawand. El 653, l'àrab al-Ahnad ibn Kays va fer una expedició a la zona i va sotmetre Balkh a tribut, però la regió no fou conquerida efectivament abans del califat de Muawiya I: el 663 o 664, la va conquerir Kays ibn al-Haytham o Abd al-Rahman ibn Samura i el Nawbahar fou llavors destruït. Un príncep local, Nezak Tarkhan, es va apoderar en aquest temps de Balkh i es va enfrontar durant un temps als àrabs, però tant la cronologia com els fets en si mateixos són mal coneguts i molt confosos en les fonts àrabs. En tot cas, la zona va estar quasi sempre revoltada fins que, el 715, fou dominada per Qutayba ibn Múslim. En aquests anys, la ciutat va patir atacs i contraatacs i, segons al-Tabari, estava en runes el 705.
Els àrabs van establir una guarnició a Barukan (no gaire lluny de Balkh), però el 725 el governador de Khurasan, Asad ibn Abd-Allah al-Kasri (723-727), va traslladar la guarnició a la mateixa ciutat, la qual va fer reconstruir. La van anomenar Balkh i de malnom Umm Al-Belaad o 'mare de les ciutats' per considerar-la de gran antiguitat. El 736, Asad va traslladar la capital del Khurasan des de Merv a Balkh, i això la va fer prosperar. Balkh fou oposada als abbàssides i Abu-Múslim la va haver d'ocupar dues vegades (747 i el 748, quan es va revoltar a favor dels omeies). El lloctinent d'Abu-Múslim, Abu-Dawud, va controlar llavors Balkh i Tukharistan en nom dels abbàssides. Progressivament, el Khurasan va esdevenir independent sota diversos governadors, i culminà amb els tahírides del Khorasan (821). Dawud ibn Abbàs al-Banidjuri, príncep de Khutal, que va succeir al seu pare en el govern de la ciutat, es va fer semiindependent a Balkh i Khutal (dinastia banudawúdida o banidjúrida), però el 870 en fou expulsat pel safàrida Yaqub ibn al-Layth. L'islam i hi fou definitivament introduït sota el govern de Yaqub al segle ix.
El seu germà Amr I ibn al-Layth fou derrotat prop de Balkh la primavera del 900 i el Khurasan va passar llavors als samànides, als quals el califa els va confirmar el 902. El 997, va passar a Mahmud de Gazni. El 1006, la va ocupar temporalment el qarakhànida Ilig Khan, però Mahmud la va recuperar poc després. Després de la victòria seljúcida a Dandakan, Balkh va estar a punt de ser ocupada pels vencedors, però no la van poder dominar fins al 1059. Sota dominació dels seljúcides, pertanyia al soldà Sandjar quan el 1115 fou ocupada pels irregulars oghuz, que la van destruir. Va retornar als seljúcides, però vers el 1165 havia passat a mans dels kara khitay. El gúrida Baha al-Din Sam I de Bamian (1192-1206) la va conquerir el 1198 i la va conservar fins al 1206, quan la va ocupar el xa de Coràsmia Ala al-Din Muhammad.
El 1220, en la campanya mongola contra el xa de Coràsmia, Muhammad va fugir a Balkh i d'allí cap al Khurasan occidental i es refugià a Nixapur primer i després a Qazwin. Genguis va enviar en persecució seva els generals Djebé i Subotai. Balkh va obrir les portes als mongols i fou perdonada rebent un governador, però llavors Muhammad ja havia sortit de la ciutat. L'any següent, Genguis Kan va creuar l'Amudarià cap a l'Afganistan i Khurasan, perseguint les forces del xa de Coràsmia. Balkh fou ocupada i, tot i haver-se sotmès, fou destruïda i cremada i els habitants massacrats. La ciutat va quedar en ruïnes. Ibn Battuta la descriu com una ciutat en runes encara vers el 1335 (fins al 1338, no es va autoritzar la reconstrucció i repoblació de ciutats). Vers el 1245, va quedar dins els dominis de la dinastia Kart d'Herat, vassalla dels mongols, i després dels Il-kans, els dominis de la qual van ser incorporats per Tamerlà el 1389. La ciutadella fou arrasada per Tamerlà, però el seu fill Shah Rukh la va reconstruir el 1407.
El 1480, es va descobrir a uns 20 km a l'est de la ciutat una tomba considerada la tomba d'Alí ibn Abi Tàlib i, el 1481, s'hi va erigir un mausoleu a l'entorn del qual es va desenvolupar la ciutat de Mazar-i Sharif, que va fer ombra a Balkh. El 1506, Balkh fou conquerida per Shibani Khan dels uzbeks. Conquerida pel safàvida Ismail I (1510) després de la derrota i mort de Shibani Khan a Merv el 2 de desembre de 1510, el 1511 Baber la va dominar durant un temps breu com a vassall safàvida, però després de les victòries dels uzbeks a Kul-i Malik el maig del 1512 i Ghudjuwan el 12 de novembre del 1512, Baber se'n va retirar precipitadament.
Un kan local uzbek la van dominar en endavant. Aquest kan va haver de fer submissió al xa de Pèrsia Abbas I el Gran, el 1598 fins al 1600/1601, quan el kan uzbek de Transoxiana, Baki Muhammad, va reconquerir Balkh. El 1641, la va conquerir Shah Djahan, emperador mogul, que en va donar el govern a Aurangzeb (1647), però aquest la va perdre al cap de poc. Els uzbeks la van conservar fins al temps de Nadir Shah, al qual es va sotmetre, però es va revoltar i Nadir la va ocupar el 1737. A la seva mort, el kan uzbek local Hadji Khan es va fer independent, però al cap de poc es va haver de sotmetre a Ahmad Shah Durrani (1752). El fill i successor d'Hadji Khan es va enfrontar a la revolta de la població instigada per Bukharà i Timur Shah Durrani va haver de sotmetre la ciutat. A la mort de Timur Shah, Shah Murad de Bukharà va assetjar la ciutat (1793), però no la va poder conquerir i va restar en poder dels afganesos fins al 1826.
Vegeu Kanat de Balkh.
El 1826, fou ocupada per Shah Murad, kan de Kunduz, que la va governar dos anys, i després va passar sota autoritat del kan de Bukharà, que es retirà cap a l'est Shah Murad amb milers d'habitants; va estar sota govern d'Eshan Khan, delegat de Bukharà fins al 1838, en què fou substituït per un nou governador que la va perdre el 1841 davant de Mir Wali de Khulm, en nom de Shah Shudja de Kabul, que sembla que la va restaurar a Bukharà al cap de poc sota petició britànica; el febrer del 1850, fou ocupada per Dost Muhàmmad, cap dels Barakzay, i des de llavors va restar dins el domini afganès. El 1866, Balkh va perdre el seu rang de capital provincial a favor de Mazar-e Sharif.
La ciutat va caure en ruïnes i va subsistir al seu costat un llogaret. Les ruïnes ocupen una gran superfície, però els arqueòlegs no hi han trobat gairebé res interessant. Es poden veure les muralles de 10 km de perímetre, que inclouen a l'interior la vila actual, i dos mausoleus, un dels quals a la gran mesquita d'estil timúrida datada al final del segle xvi i construïda segurament per un kan uzbek (Abd al-Mumin), i enfront del mausoleu de Khwadja Abu Nasr Parsa, sufita del segle XVI; propera, hi ha una madrassa construïda per Said Subhan Kuli Khan (mort el 1702) i les ruïnes del mausoleu de Khwadja Akkashah Qali, del final del període timúrida.
La ciutat fou modernitzada a partir del 1934 i, actualment, se centra de la indústria del cotó i produeix també altres productes agrícoles.
Prop de la ciutat en direcció a Mazar-i Sharif, hi ha Takhtapul, que fou seu de la guarnició afganesa de kasidars pel Turquestan afganès (final segle xix i part del segle xx).

## Monuments

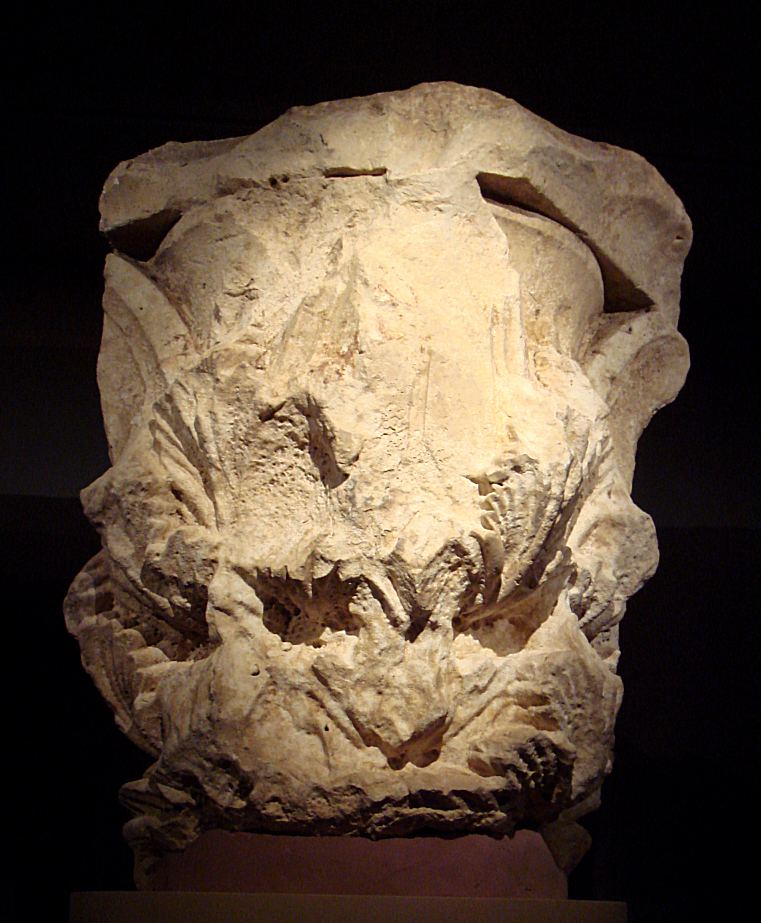
Objecte trobat a les ruïnes de Balkh

- Madrassa de Sayyid Subhan Kuli Khan.
- Bala-Hesar, capella i mesquita de Khwadja Abu Nasr Parsa.
- Tomba de la poeta Rabia Balkhi.
- Masjid Now Gumbad, mesquita ornamentada coneguda com a Haji Piyada, considerada el primer monument islàmic de l'Afganistan.
- Tap-e Rustam i Takht-e Rustam (temples budistes).

## Ruïnes de Balkh
Les excavacions han donat poc resultat, si bé és cert que mai hi havia treballat cap equip professional fins que n'hi fou enviat un el 2003, que està localitzant els estrats aquemènides i hel·lenístics. S'hi han trobat també construccions budistes. Les excavacions estan encara en un període inicial.

## Personatges il·lustres
- Avicenna o Ibn Sina, filòsof musulmà, el seu pare havia nascut a Balkh.
- Hamid al-Din Abu Bakr Umar ibn Mahmud, poeta persa del segle xii.